# الصفصافية
الصفصافية قرية تتبع منطقة محردة في محافظة حماة في سورية.
تقع قرية الصفصافية إلى الشمال الغربي من مدينة حماة على بعد حوالي 35 كم. ويبلغ عدد سكانها حوالي 8200 نسمة ويعمل معظم السكان بالزراعة وتربية الأبقار حيث يتم زراعة كافة أنواع المزروعات الصيفية والشتوية ويمر بمحاذاتها نهر العاصي القديم والجديد من الجهة الشمالية. سميت الصفصافية نسبة إلى كثرة أشجار الصفصاف الذي كان يحيط بها على ضفاف نهر العاصي.
تتبع لها قرية الفجرة ومزرعة تل أحمد العامر .